# Coupe de Belgique féminine de handball 1991-1992
Navigation
Coupe de Belgique 1990-1991 Coupe de Belgique 1992-1993
La Coupe de Belgique féminine de handball 1991-1992 est la 12e édition de cette compétition organisée par l'Union royale belge de handball (URBH)

## Résultats

### Trente-deuxième de finale
| Club                                      | Résultat | Club       | Lieu    |
| ----------------------------------------- | -------- | ---------- | ------- |
| Jeunesse Jemeppe                          | 3-13     | JS Herstal | Seraing |
| autres résultats et adversaires inconnus. |          |            |         |

### Seizièmes de finale
| Club                               | Résultat | Club | Lieu |
| ---------------------------------- | -------- | ---- | ---- |
| résultats et adversaires inconnus. |          |      |      |

### Huitièmes de finale
| Club                               | Résultat | Club | Lieu |
| ---------------------------------- | -------- | ---- | ---- |
| résultats et adversaires inconnus. |          |      |      |

### Quarts de finale
| Club                | Résultat | Club                   | Lieu      |
| ------------------- | -------- | ---------------------- | --------- |
| KV Sasja HC Hoboken | ?-?      | Initia HC Hasselt T    | Anvers    |
| HC Eynatten         | ?-?      | Fémina Visé            | Raeren    |
| FOHC-UCL            | ?-?      | STHV Juventus Melveren | Ottignies |
| DHC Overpelt        | ?-?      | HV Arena Hechtel       | Overpelt  |

### Demi-finales
| Club                   | Résultat | Club         | Lieu        |
| ---------------------- | -------- | ------------ | ----------- |
| STHV Juventus Melveren | 9-15     | Fémina Visé  | Saint-Trond |
| Initia HC Hasselt T    | 31-9     | DHC Overpelt | Hasselt     |

### Finale
| 3 mai 1992 15h00 | Initia HC Hasselt T          | 26 - 12 | Fémina Visé | Herstal, La Ruche |
| 3 mai 1992 15h00 | Rapport (archives lesoir.be) |         |             | Herstal, La Ruche |

## Vainqueur
| Coupe de Belgique féminine de handball 1991-1992 Initia HC Hasselt 8e titre |